# Mize
Mize és una població dels Estats Units a l'estat de Mississipi. Segons el cens del 2000 tenia 285 habitants.

## Demografia
Segons el cens del 2000, Mize tenia 285 habitants, 117 habitatges, i 71 famílies. La densitat de població era de 47,2 habitants per km².
Dels 117 habitatges en un 31,6% hi vivien nens de menys de 18 anys, en un 50,4% hi vivien parelles casades, en un 8,5% dones solteres, i en un 38,5% no eren unitats familiars. En el 36,8% dels habitatges hi vivien persones soles el 21,4% de les quals corresponia a persones de 65 anys o més que vivien soles. El nombre mitjà de persones vivint en cada habitatge era de 2,44 i el nombre mitjà de persones que vivien en cada família era de 3,25.
Per edats la població es repartia de la següent manera: un 28,4% tenia menys de 18 anys, un 6,7% entre 18 i 24, un 25,3% entre 25 i 44, un 22,5% de 45 a 60 i un 17,2% 65 anys o més.
L'edat mediana era de 38 anys. Per cada 100 dones de 18 o més anys hi havia 82,1 homes.
La renda mediana per habitatge era de 20.000 $ i la renda mediana per família de 35.625 $. Els homes tenien una renda mediana de 30.714 $ mentre que les dones 14.688 $. La renda per capita de la població era de 12.647 $. Entorn del 26,4% de les famílies i el 28,3% de la població estaven per davall del llindar de pobresa.

## Poblacions més properes
El següent diagrama mostra les poblacions més properes.